# James Ensor
James Sidney Edouard, Baron Ensor (n. 13 aprilie 1860 – d. 19 noiembrie 1949) a fost un artist plastic belgian, excelând ca pictor și gravor, unul dintre cei care au exercitat o puternică influență asupra mișcărilor artistice ale expresionismului și suprarealismului, fără a fi fost considerat a fi parte a oricăreia din cele două puternice curente artistice ale secolului al 20-lea.
Asociat cu grupul artistic Les XX, Ensor a trăit la Ostende pentru aproape întreaga sa viață.

## Biografie

### Biografie timpurie
Tatăl viitorului pictor, James Frederic Ensor, s-a născut în Bruxelles din părinți englezi, a fost un om educat, care a studiat ingineria în Anglia și Germania. Mama lui Ensor, Maria Catherina Haegheman, era belgiană. James Ensor nu fusese deloc atras de studii academice, părăsind școala la vârsta de doar cincisprezece ani, pentru a deveni ucenicul a doi pictori locali.
Între 1877 și 1880, a fost student al Academiei Regale de Arte (Académie Royale des Beaux-Arts) din Bruxelles, unde a fost coleg cu Fernand Khnopff. În 1881, Ensor și-a expus pentru prima dată lucrările sale. În perioada 1880 - 1917, artistul plastic și-a avut studioul artistic în mansarda casei părinților săi. A călătorit foarte puțin în această perioadă, doar două scurte incursiuni în Franța și alte două în Țările de Jos, în anii 1880, respectiv o vizită de patru zile în Londra în 1892.

### Respingerea inițială a artistului

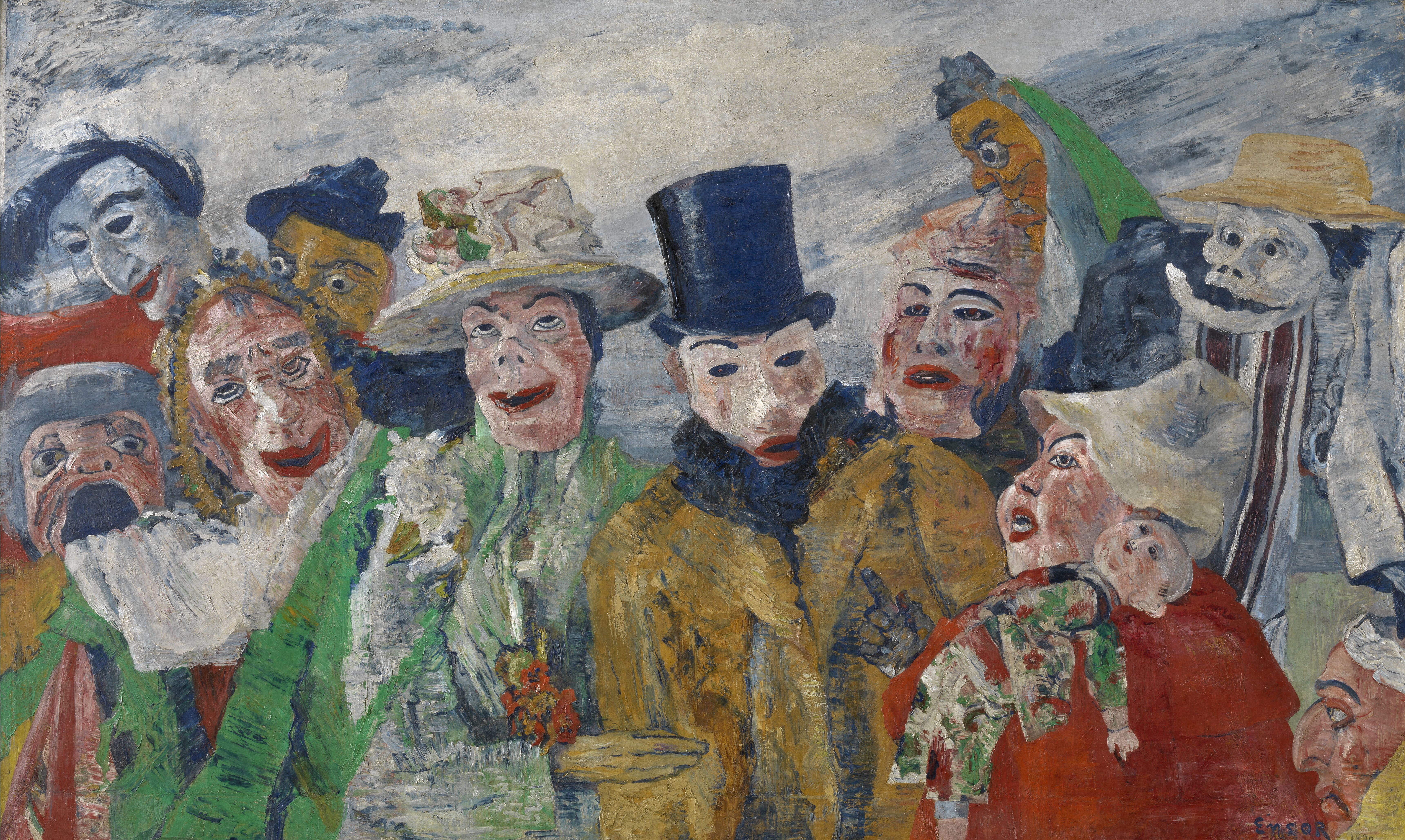
Intriga

La sfârșitul secolului al XIX-lea, o mare parte din lucrările sale au fost respinse ca fiind scandaloase, iar pictura sa din 1889, Intrarea lui Hristos în Bruxelles (L'Entrée du Christ à Bruxelles) atrăgând revolta criticilor. Dar, criticul de artă belgiană Octave Maus, a găsit cuvintele potrivite în a-l apăra pe artist, rezumând un răspuns rezonabil la corul criticilor de artă contemporani artistului referitor la munca inovatoare a lui Ensor.
| “ | Ensor este liderul unui clan. Ensor este lumina reflectoarelor. Ensor adună și concentrează anumite principii, considerate a fi anarhice. Pe scurt, Ensor este „periculos”, pentru că aduce mari schimbări. Este permanent marcat de lovituri. Este el unde [toate] armele sunt utilizate. Este capul său peste care se toarnă cele mai „aromate containere”, ale tuturor criticilor așa-zis serioși. Unele din lucrările contemporane ale lui Ensor dezvăluie răspunsul său sfidător la această critică. De exemplu, gravura din 1887, "Le Pisseur," descrie artistul care urinează pe un zid de grafit, declarând (prin vocea unui critic de artă) "Ensor est un fou" adică "Ensor este un nebun". | ” |

### Acceptarea, recunoașterea și consacrarea
În ciuda tuturor obstacolelor generate de vocile criticilor de artă, picturile sale au continuat să fie expuse și artistul plastic a câștigat treptat acceptarea și recunoașterea. În 1895, pictura sa "The Lamp Boy" (1880) a fost achiziționată de către Muzeele Regale ale Artelor Frumoase (din Belgia) din Bruxelles și artistul a avut prima sa expoziție solo la Bruxelles. 
Până în 1920 lucrările sale au făcut obiectul unor expoziții majore, iar în 1929 a fost numit baron de către regele Albert I al Belgiei. De asemenea, artistul însuși a făcut obiectul compoziției muzicale clasice "James Ensor Suite," a compozitorului belgian [:en:Flor Alpaerts|]], iar în 1933 i-a fost decernată prestigioasa distincție franceză Légion d'honneur. Alfred H. Barr Jr., directorul fondator al Muzeului de Artă Modernă din New York (cunoscut ca MoMA), după ce considerase pictura lui Ensor din 1887 "Tribulațiile Sfântului Anton" (aflată acum în colecția MoMA), a declarat Ensor ca fiind cel mai îndrăzneț pictor care lucra la vremea respectivă. 

### Ultimii ani
În deceniile al treilea și al patrulea a secolului al XX-lea, când munca sa artistică de realizare de noi lucrări se diminuase destul de mult, Ensor se concentrează din ce în ce mai mult pe muzică. Deși nu avea nici o pregătire muzicală de specialitate, era un improvizator talentat, cântând la orga bisericii locale, unde a petrecut mult timp pentru vizitatorii localității.  Împotriva sfaturilor prietenilor, a rămas în Ostende în timpul celui de-al doilea război mondial, în ciuda riscului de bombardament. La bătrânețe, Ensor era o figură onorată și onorantă printre belgieni, iar plimbarea sa zilnică îl făcea a fi o figură familiară în Ostende. A murit acolo, unde s-a și născut, după o scurtă boală, pe 19 noiembrie 1949.

## Artă și operă
În timp ce lucrările timpurii ale lui Ensor, cum ar fi "Muzica rusă" (1881) și "Bețivii" (1883), prezintă scene realiste într-un stil sobru, paleta sa ulterioră a prins și a favorizat subiecte din ce în ce mai bizare, bizar prezentate. Astfel de picturi precum "Masca scandalizată" (1883) și "Scheletele care luptă împotriva unui om agățat" (1891) prezintă figuri în măști grotești inspirate de cele vândute în magazinul de cadouri al mamei sale pentru carnavalul anual al localității Ostende. Subiectele precum carnavaluri, măști, păpuși, scheleturi și alegorii fantastice sunt teme dominante în lucrările de maturitate ale lui Ensor. Astfel, Ensor a îmbrăcat schelete în atelierul său și le-a aranjat pe pânză în grupări colorate, enigmatice, folosind varii măști ca un aspect teatral în tot timpul vieții sale artistice. Atras de formele plastice ale măstilor, de culorile luminoase si de potentialul de impact psihologic, a creat un format in care putea picta cu libertate deplina. 

## Galerie

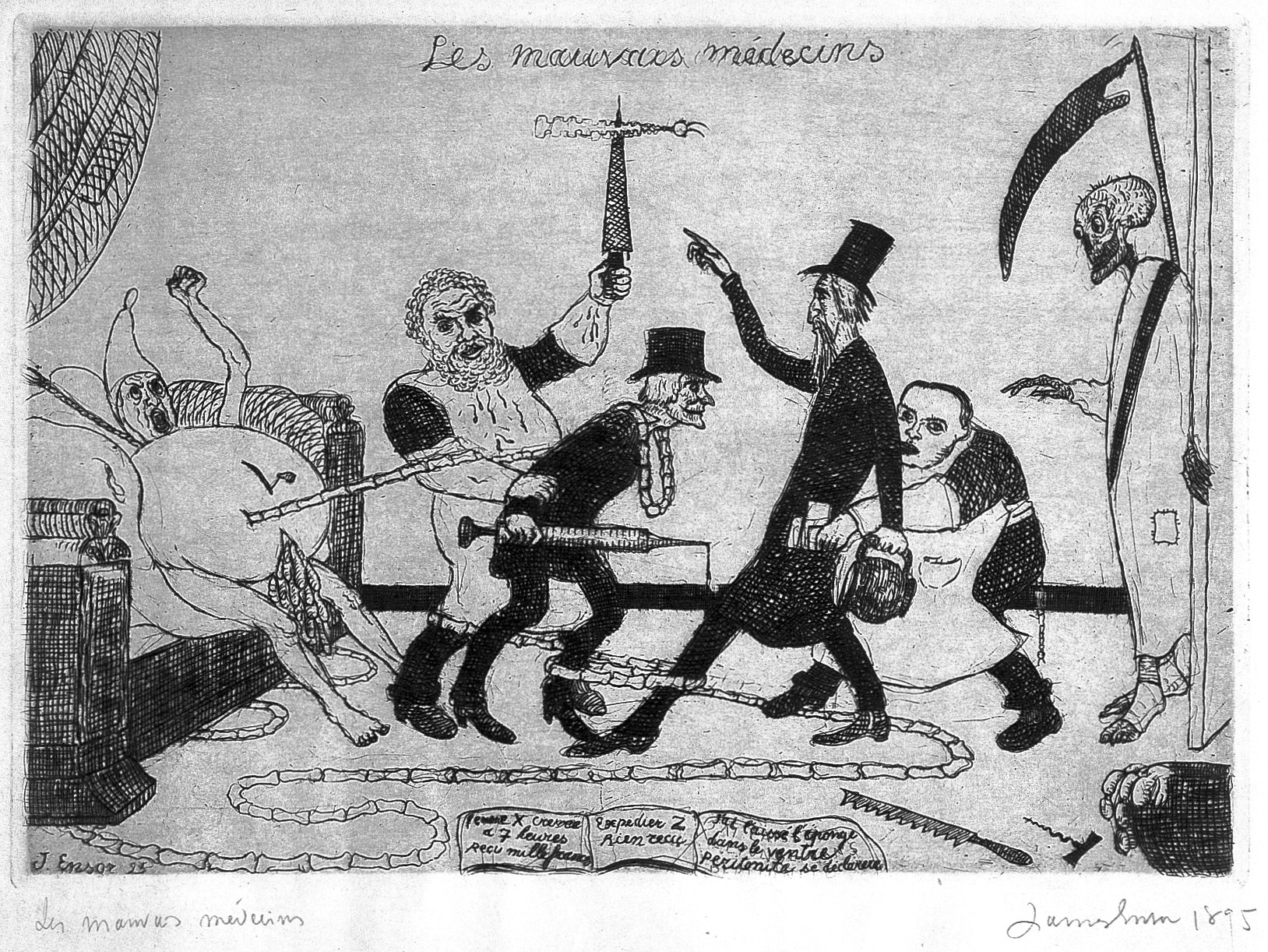
Doctori răi maltratând un pacient, 1895
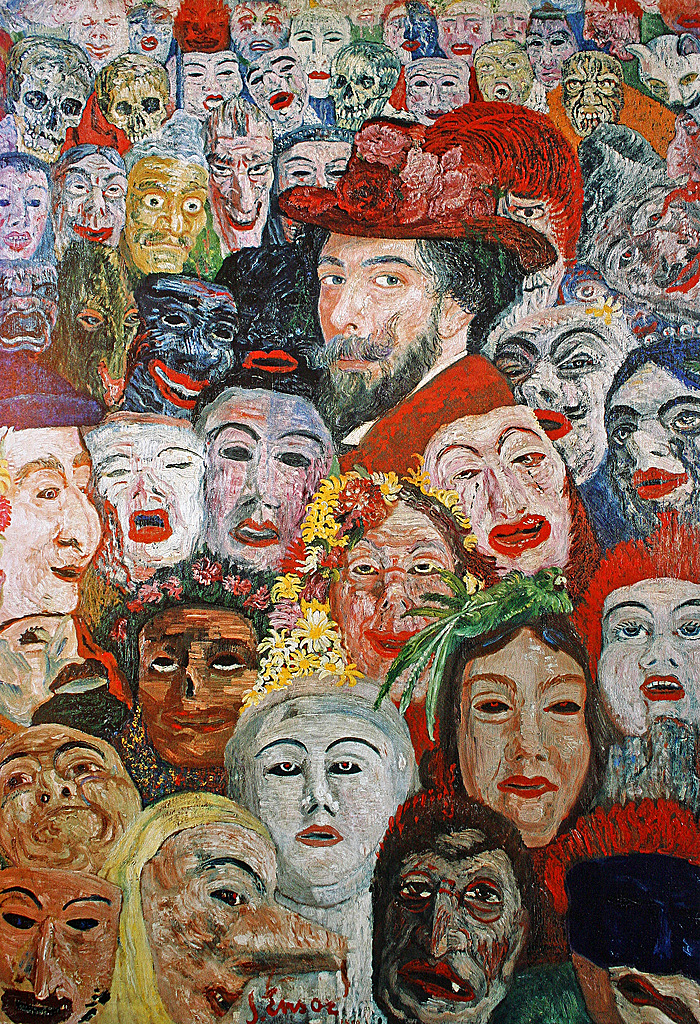
Autoportret cu măști